# Orimarga bifidaria
Orimarga bifidaria är en tvåvingeart som beskrevs av Alexander 1970. Orimarga bifidaria ingår i släktet Orimarga och familjen småharkrankar.
Artens utbredningsområde är Dominica. Inga underarter finns listade i Catalogue of Life.